# Joachim Streich
Joachim Streich (Wismar, 13 aprile 1951 – Lipsia, 16 aprile 2022) è stato un calciatore e allenatore di calcio tedesco orientale, dal 1990 tedesco, di ruolo attaccante.

## Carriera
Fu medaglia di bronzo al torneo olimpico della XX Olimpiade a Monaco di Baviera del 1972 e prese parte all'unico torneo mondiale disputato dalla Germania Est, il campionato del mondo 1974 in Germania Ovest.
Militò nel Aufbau Wismar (1957-1963), TSG Wismar (1963-1967), Hansa Rostock (1967-1975) e Magdeburgo (1975-1985).
Giocò in nazionale maggiore nel periodo 1969-1984; la federazione tedesca orientale gli assegna 55 gol segnati in 102 presenze ma secondo lo statuto FIFA solo 97 di queste possono essere considerate partite ufficiali tra nazionali maggiori, le quali sono condite da 53 gol. Ad esse si aggiungono tre gare non ufficiali nelle quali non andò a segno e svariate presenze e reti nelle nazionali Under-18, Under-23, olimpica e B.
Giocò 378 partite nella DDR-Oberliga segnando 229 gol, record assoluto per quel campionato.
Dopo essersi ritirato allenò Magdeburgo, Eintracht Braunschweig e Zwickau.

## Statistiche

### Presenze e reti nei club
| Stagione             | Squadra              | Campionato           | Campionato | Campionato | Coppe nazionali | Coppe nazionali | Coppe nazionali | Coppe continentali | Coppe continentali | Coppe continentali | Altre coppe | Altre coppe | Altre coppe | Totale | Totale |
| Stagione             | Squadra              | Comp                 | Pres       | Reti       | Comp            | Pres            | Reti            | Comp               | Pres               | Reti               | Comp        | Pres        | Reti        | Pres   | Reti   |
| -------------------- | -------------------- | -------------------- | ---------- | ---------- | --------------- | --------------- | --------------- | ------------------ | ------------------ | ------------------ | ----------- | ----------- | ----------- | ------ | ------ |
| 1968-1969            | Hansa Rostock II     | L                    | 1          | 2          | P               | ?               | ?               | -                  | -                  | -                  | -           | -           | -           | 1+     | 2+     |
| 1969-1970            | Hansa Rostock        | O                    | 26         | 7          | P               | ?               | ?               | CdF                | 4                  | 0                  | -           | -           | -           | 30+    | 7+     |
| 1970-1971            | Hansa Rostock        | O                    | 26         | 6          | P               | ?               | ?               | -                  | -                  | -                  | -           | -           | -           | 26+    | 6+     |
| 1971-1972            | Hansa Rostock        | O                    | 23         | 12         | P               | ?               | ?               | -                  | -                  | -                  | -           | -           | -           | 23+    | 12+    |
| 1972-1973            | Hansa Rostock        | O                    | 24         | 13         | P               | ?               | ?               | -                  | -                  | -                  | -           | -           | -           | 24+    | 13+    |
| 1973-1974            | Hansa Rostock        | O                    | 23         | 14         | P               | ?               | ?               | -                  | -                  | -                  | -           | -           | -           | 23+    | 14+    |
| 1974-1975            | Hansa Rostock        | O                    | 19         | 6          | P               | ?               | ?               | -                  | -                  | -                  | -           | -           | -           | 19+    | 6+     |
| Totale Hansa Rostock | Totale Hansa Rostock | Totale Hansa Rostock | 141        | 58         |                 | ?               | ?               |                    | 4                  | 0                  |             |             |             | 145+   | 58+    |
| 1975-1976            | Magdeburgo           | O                    | 20         | 13         | P               | ?               | ?               | CC                 | 2                  | 1                  | -           | -           | -           | 22+    | 14+    |
| 1976-1977            | Magdeburgo           | O                    | 23         | 17         | P               | ?               | ?               | CU                 | 8                  | 4                  | -           | -           | -           | 31+    | 21+    |
| 1977-1978            | Magdeburgo           | O                    | 24         | 13         | P               | 1+              | 0+              | CU                 | 8                  | 2                  | -           | -           | -           | 33+    | 15+    |
| 1978-1979            | Magdeburgo           | O                    | 25         | 23         | P               | 1+              | 0+              | CdC                | 6                  | 4                  | -           | -           | -           | 32+    | 27+    |
| 1979-1980            | Magdeburgo           | O                    | 25         | 19         | P               | ?               | ?               | CdC                | 4                  | 3                  | -           | -           | -           | 29+    | 22+    |
| 1980-1981            | Magdeburgo           | O                    | 24         | 20         | P               | ?               | ?               | CU                 | 4                  | 1                  | -           | -           | -           | 28+    | 21+    |
| 1981-1982            | Magdeburgo           | O                    | 22         | 16         | P               | ?               | ?               | CU                 | 2                  | 1                  | -           | -           | -           | 24+    | 17+    |
| 1982-1983            | Magdeburgo           | O                    | 25         | 19         | P               | 1+              | 2+              | -                  | -                  | -                  | -           | -           | -           | 26+    | 21+    |
| 1983-1984            | Magdeburgo           | O                    | 25         | 13         | P               | ?               | ?               | CdC                | 4                  | 1                  | -           | -           | -           | 29+    | 14+    |
| 1984-1985            | Magdeburgo           | O                    | 24         | 18         | P               | ?               | ?               | -                  | -                  | -                  | -           | -           | -           | 24+    | 18+    |
| Totale Magdeburgo    | Totale Magdeburgo    | Totale Magdeburgo    | 237        | 171        |                 | 3+              | 2+              |                    | 38                 | 17                 |             |             |             | 278+   | 190+   |
| Totale carriera      | Totale carriera      | Totale carriera      | 379        | 231        |                 | 3+              | 2+              |                    | 42                 | 17                 |             |             |             | 424+   | 250+   |

### Cronologia presenze e reti in Nazionale

#### Partite ufficiali
| Cronologia completa delle presenze e delle reti in nazionale ― Germania Est | Cronologia completa delle presenze e delle reti in nazionale ― Germania Est | Cronologia completa delle presenze e delle reti in nazionale ― Germania Est | Cronologia completa delle presenze e delle reti in nazionale ― Germania Est | Cronologia completa delle presenze e delle reti in nazionale ― Germania Est | Cronologia completa delle presenze e delle reti in nazionale ― Germania Est | Cronologia completa delle presenze e delle reti in nazionale ― Germania Est | Cronologia completa delle presenze e delle reti in nazionale ― Germania Est |
| Data                                                                        | Città                                                                       | In casa                                                                     | Risultato                                                                   | Ospiti                                                                      | Competizione                                                                | Reti                                                                        | Note                                                                        |
| --------------------------------------------------------------------------- | --------------------------------------------------------------------------- | --------------------------------------------------------------------------- | --------------------------------------------------------------------------- | --------------------------------------------------------------------------- | --------------------------------------------------------------------------- | --------------------------------------------------------------------------- | --------------------------------------------------------------------------- |
| 8-12-1969                                                                   | Baghdad                                                                     | Iraq                                                                        | 1 – 1                                                                       | Germania Est                                                                | Amichevole                                                                  | -                                                                           | 46’                                                                         |
| 18-9-1971                                                                   | Lipsia                                                                      | Germania Est                                                                | 1 – 1                                                                       | Messico                                                                     | Amichevole                                                                  | -                                                                           |                                                                             |
| 25-9-1971                                                                   | Berlino Est                                                                 | Germania Est                                                                | 1 – 1                                                                       | Cecoslovacchia                                                              | Amichevole                                                                  | 1                                                                           |                                                                             |
| 10-10-1971                                                                  | Rotterdam                                                                   | Paesi Bassi                                                                 | 3 – 2                                                                       | Germania Est                                                                | Qual. Euro 1972                                                             | -                                                                           |                                                                             |
| 16-10-1971                                                                  | Belgrado                                                                    | Jugoslavia                                                                  | 0 – 0                                                                       | Germania Est                                                                | Qual. Euro 1972                                                             | -                                                                           |                                                                             |
| 27-5-1972                                                                   | Lipsia                                                                      | Germania Est                                                                | 1 – 0                                                                       | Uruguay                                                                     | Amichevole                                                                  | -                                                                           |                                                                             |
| 31-5-1972                                                                   | Rostock                                                                     | Germania Est                                                                | 0 – 0                                                                       | Uruguay                                                                     | Amichevole                                                                  | -                                                                           |                                                                             |
| 7-10-1972                                                                   | Dresda                                                                      | Germania Est                                                                | 5 – 0                                                                       | Finlandia                                                                   | Qual. Mondiali 1974                                                         | 2                                                                           |                                                                             |
| 1-11-1972                                                                   | Bratislava                                                                  | Cecoslovacchia                                                              | 1 – 3                                                                       | Germania Est                                                                | Amichevole                                                                  | -                                                                           |                                                                             |
| 15-2-1973                                                                   | Bogotà                                                                      | Colombia                                                                    | 0 – 2                                                                       | Germania Est                                                                | Amichevole                                                                  | 1                                                                           | 50’                                                                         |
| 7-4-1973                                                                    | Magdeburgo                                                                  | Germania Est                                                                | 2 – 0                                                                       | Albania                                                                     | Qual. Mondiali 1974                                                         | 1                                                                           |                                                                             |
| 18-4-1973                                                                   | Anversa                                                                     | Belgio                                                                      | 3 – 0                                                                       | Germania Est                                                                | Amichevole                                                                  | -                                                                           |                                                                             |
| 16-5-1973                                                                   | Karl-Marx-Stadt                                                             | Germania Est                                                                | 2 – 1                                                                       | Ungheria                                                                    | Amichevole                                                                  | 2                                                                           | 76’                                                                         |
| 27-5-1973                                                                   | Bucarest                                                                    | Romania                                                                     | 1 – 0                                                                       | Germania Est                                                                | Qual. Mondiali 1974                                                         | -                                                                           |                                                                             |
| 6-6-1973                                                                    | Tampere                                                                     | Finlandia                                                                   | 1 – 5                                                                       | Germania Est                                                                | Qual. Mondiali 1974                                                         | 2                                                                           |                                                                             |
| 17-7-1973                                                                   | Reykjavík                                                                   | Islanda                                                                     | 1 – 2                                                                       | Germania Est                                                                | Amichevole                                                                  | -                                                                           | 85’                                                                         |
| 19-7-1973                                                                   | Reykjavík                                                                   | Islanda                                                                     | 0 – 2                                                                       | Germania Est                                                                | Amichevole                                                                  | -                                                                           | 51’                                                                         |
| 26-9-1973                                                                   | Lipsia                                                                      | Germania Est                                                                | 2 – 0                                                                       | Romania                                                                     | Qual. Mondiali 1974                                                         | -                                                                           | Ammonizione                                                                 |
| 17-10-1973                                                                  | Lipsia                                                                      | Germania Est                                                                | 1 – 0                                                                       | Unione Sovietica                                                            | Amichevole                                                                  | 1                                                                           | 73’                                                                         |
| 3-11-1973                                                                   | Tirana                                                                      | Albania                                                                     | 1 – 4                                                                       | Germania Est                                                                | Qual. Mondiali 1974                                                         | 2                                                                           |                                                                             |
| 26-2-1974                                                                   | Tunisi                                                                      | Tunisia                                                                     | 0 – 4                                                                       | Germania Est                                                                | Amichevole                                                                  | -                                                                           | 69’                                                                         |
| 28-2-1974                                                                   | Algeri                                                                      | Algeria                                                                     | 1 – 3                                                                       | Germania Est                                                                | Amichevole                                                                  | 1                                                                           | 65’                                                                         |
| 13-3-1974                                                                   | Berlino Est                                                                 | Germania Est                                                                | 1 – 0                                                                       | Belgio                                                                      | Amichevole                                                                  | 1                                                                           |                                                                             |
| 27-3-1974                                                                   | Dresda                                                                      | Germania Est                                                                | 1 – 0                                                                       | Cecoslovacchia                                                              | Amichevole                                                                  | 1                                                                           | 68’                                                                         |
| 23-5-1974                                                                   | Rostock                                                                     | Germania Est                                                                | 1 – 0                                                                       | Norvegia                                                                    | Amichevole                                                                  | -                                                                           |                                                                             |
| 29-5-1974                                                                   | Lipsia                                                                      | Germania Est                                                                | 1 – 1                                                                       | Inghilterra                                                                 | Amichevole                                                                  | 1                                                                           |                                                                             |
| 14-6-1974                                                                   | Amburgo                                                                     | Australia                                                                   | 0 – 2                                                                       | Germania Est                                                                | Mondiali 1974 - 1º turno                                                    | 1                                                                           |                                                                             |
| 18-6-1974                                                                   | Berlino Ovest                                                               | Germania Est                                                                | 1 – 1                                                                       | Cile                                                                        | Mondiali 1974 - 1º turno                                                    | -                                                                           |                                                                             |
| 26-6-1974                                                                   | Hannover                                                                    | Brasile                                                                     | 1 – 0                                                                       | Germania Est                                                                | Mondiali 1974 - 2º turno                                                    | -                                                                           | 84’                                                                         |
| 3-7-1974                                                                    | Gelsenkirchen                                                               | Argentina                                                                   | 1 – 1                                                                       | Germania Est                                                                | Mondiali 1974 - 2º turno                                                    | 1                                                                           | 81’                                                                         |
| 4-9-1974                                                                    | Varsavia                                                                    | Polonia                                                                     | 1 – 3                                                                       | Germania Est                                                                | Amichevole                                                                  | -                                                                           | 65’                                                                         |
| 25-9-1974                                                                   | Praga                                                                       | Cecoslovacchia                                                              | 3 – 1                                                                       | Germania Est                                                                | Amichevole                                                                  | -                                                                           | 46’                                                                         |
| 9-10-1974                                                                   | Francoforte sull'Oder                                                       | Germania Est                                                                | 2 – 0                                                                       | Canada                                                                      | Amichevole                                                                  | -                                                                           |                                                                             |
| 12-10-1974                                                                  | Magdeburgo                                                                  | Germania Est                                                                | 1 – 1                                                                       | Islanda                                                                     | Qual. Euro 1976                                                             | -                                                                           |                                                                             |
| 30-10-1974                                                                  | Glasgow                                                                     | Scozia                                                                      | 3 – 0                                                                       | Germania Est                                                                | Amichevole                                                                  | -                                                                           | 73’                                                                         |
| 7-12-1974                                                                   | Lipsia                                                                      | Germania Est                                                                | 0 – 0                                                                       | Belgio                                                                      | Qual. Euro 1976                                                             | -                                                                           |                                                                             |
| 26-3-1975                                                                   | Berlino Est                                                                 | Germania Est                                                                | 0 – 0                                                                       | Bulgaria                                                                    | Amichevole                                                                  | -                                                                           | 77’                                                                         |
| 28-5-1975                                                                   | Halle                                                                       | Germania Est                                                                | 1 – 2                                                                       | Polonia                                                                     | Amichevole                                                                  | -                                                                           | 67’                                                                         |
| 5-6-1975                                                                    | Reykjavík                                                                   | Islanda                                                                     | 2 – 1                                                                       | Germania Est                                                                | Qual. Euro 1976                                                             | -                                                                           |                                                                             |
| 29-7-1975                                                                   | Toronto                                                                     | Canada                                                                      | 0 – 3                                                                       | Germania Est                                                                | Amichevole                                                                  | -                                                                           | 58’                                                                         |
| 31-7-1975                                                                   | Ottawa                                                                      | Canada                                                                      | 1 – 7                                                                       | Germania Est                                                                | Amichevole                                                                  | 2                                                                           |                                                                             |
| 12-10-1975                                                                  | Lipsia                                                                      | Germania Est                                                                | 2 – 1                                                                       | Francia                                                                     | Qual. Euro 1976                                                             | 1                                                                           | 75’                                                                         |
| 27-10-1976                                                                  | Sliven                                                                      | Bulgaria                                                                    | 0 – 4                                                                       | Germania Est                                                                | Amichevole                                                                  | 2                                                                           |                                                                             |
| 17-11-1976                                                                  | Dresda                                                                      | Germania Est                                                                | 1 – 1                                                                       | Turchia                                                                     | Qual. Mondiali 1978                                                         | -                                                                           |                                                                             |
| 2-4-1977                                                                    | Gezira                                                                      | Malta                                                                       | 0 – 1                                                                       | Germania Est                                                                | Qual. Mondiali 1978                                                         | 1                                                                           |                                                                             |
| 27-4-1977                                                                   | Bucarest                                                                    | Romania                                                                     | 1 – 1                                                                       | Germania Est                                                                | Amichevole                                                                  | -                                                                           | 84’                                                                         |
| 7-9-1977                                                                    | Berlino Est                                                                 | Germania Est                                                                | 1 – 0                                                                       | Scozia                                                                      | Amichevole                                                                  | -                                                                           | 45’                                                                         |
| 29-10-1977                                                                  | Potsdam                                                                     | Germania Est                                                                | 9 – 0                                                                       | Malta                                                                       | Qual. Mondiali 1978                                                         | 3                                                                           | 46’                                                                         |
| 16-11-1977                                                                  | Smirne                                                                      | Turchia                                                                     | 1 – 2                                                                       | Germania Est                                                                | Qual. Mondiali 1978                                                         | -                                                                           | 55’                                                                         |
| 4-4-1978                                                                    | Lipsia                                                                      | Germania Est                                                                | 0 – 1                                                                       | Svezia                                                                      | Amichevole                                                                  | -                                                                           | 73’                                                                         |
| 30-8-1978                                                                   | Erfurt                                                                      | Germania Est                                                                | 2 – 2                                                                       | Bulgaria                                                                    | Amichevole                                                                  | -                                                                           | 65’                                                                         |
| 9-2-1979                                                                    | Baghdad                                                                     | Iraq                                                                        | 1 – 1                                                                       | Germania Est                                                                | Amichevole                                                                  | 1                                                                           |                                                                             |
| 11-2-1979                                                                   | Baghdad                                                                     | Iraq                                                                        | 2 – 1                                                                       | Germania Est                                                                | Amichevole                                                                  | -                                                                           | 77’                                                                         |
| 28-2-1979                                                                   | Burgas                                                                      | Bulgaria                                                                    | 1 – 0                                                                       | Germania Est                                                                | Amichevole                                                                  | -                                                                           | 72’                                                                         |
| 28-3-1979                                                                   | Budapest                                                                    | Ungheria                                                                    | 3 – 0                                                                       | Germania Est                                                                | Amichevole                                                                  | -                                                                           |                                                                             |
| 18-4-1979                                                                   | Lipsia                                                                      | Germania Est                                                                | 2 – 1                                                                       | Polonia                                                                     | Qual. Euro 1980                                                             | 1                                                                           |                                                                             |
| 5-5-1979                                                                    | San Gallo                                                                   | Svizzera                                                                    | 0 – 2                                                                       | Germania Est                                                                | Qual. Euro 1980                                                             | 1                                                                           |                                                                             |
| 1-6-1979                                                                    | Berlino Est                                                                 | Germania Est                                                                | 1 – 0                                                                       | Romania                                                                     | Amichevole                                                                  | 1                                                                           | 83’                                                                         |
| 5-9-1979                                                                    | Mosca                                                                       | Unione Sovietica                                                            | 1 – 0                                                                       | Germania Est                                                                | Amichevole                                                                  | -                                                                           | 78’                                                                         |
| 12-9-1979                                                                   | Reykjavík                                                                   | Islanda                                                                     | 0 – 3                                                                       | Germania Est                                                                | Qual. Euro 1980                                                             | 1                                                                           |                                                                             |
| 13-10-1979                                                                  | Berlino Est                                                                 | Germania Est                                                                | 5 – 2                                                                       | Svizzera                                                                    | Qual. Euro 1980                                                             | -                                                                           | 67’                                                                         |
| 21-11-1979                                                                  | Lipsia                                                                      | Germania Est                                                                | 2 – 3                                                                       | Paesi Bassi                                                                 | Qual. Euro 1980                                                             | 1                                                                           |                                                                             |
| 13-2-1980                                                                   | Malaga                                                                      | Spagna                                                                      | 0 – 1                                                                       | Germania Est                                                                | Amichevole                                                                  | 1                                                                           | 46’                                                                         |
| 2-4-1980                                                                    | Bucarest                                                                    | Romania                                                                     | 2 – 2                                                                       | Germania Est                                                                | Amichevole                                                                  | 1                                                                           | 62’                                                                         |
| 16-4-1980                                                                   | Lipsia                                                                      | Germania Est                                                                | 2 – 0                                                                       | Grecia                                                                      | Amichevole                                                                  | 1                                                                           |                                                                             |
| 8-10-1980                                                                   | Praga                                                                       | Cecoslovacchia                                                              | 0 – 1                                                                       | Germania Est                                                                | Amichevole                                                                  | 1                                                                           |                                                                             |
| 15-10-1980                                                                  | Lipsia                                                                      | Germania Est                                                                | 0 – 0                                                                       | Spagna                                                                      | Amichevole                                                                  | -                                                                           |                                                                             |
| 19-11-1980                                                                  | Halle                                                                       | Germania Est                                                                | 2 – 0                                                                       | Ungheria                                                                    | Amichevole                                                                  | 1                                                                           |                                                                             |
| 4-4-1981                                                                    | Gezira                                                                      | Malta                                                                       | 1 – 2                                                                       | Germania Est                                                                | Qual. Mondiali 1982                                                         | -                                                                           |                                                                             |
| 2-5-1981                                                                    | Chorzów                                                                     | Polonia                                                                     | 1 – 0                                                                       | Germania Est                                                                | Qual. Mondiali 1982                                                         | -                                                                           | 70’                                                                         |
| 19-5-1981                                                                   | Senftenberg                                                                 | Germania Est                                                                | 5 – 0                                                                       | Cuba                                                                        | Amichevole                                                                  | 1                                                                           | 46’                                                                         |
| 10-10-1981                                                                  | Lipsia                                                                      | Germania Est                                                                | 2 – 3                                                                       | Polonia                                                                     | Qual. Mondiali 1982                                                         | 1                                                                           |                                                                             |
| 11-11-1981                                                                  | Jena                                                                        | Germania Est                                                                | 5 – 1                                                                       | Malta                                                                       | Qual. Mondiali 1982                                                         | 2                                                                           |                                                                             |
| 26-1-1982                                                                   | Natal                                                                       | Brasile                                                                     | 3 – 1                                                                       | Germania Est                                                                | Amichevole                                                                  | -                                                                           | 85’                                                                         |
| 10-2-1982                                                                   | Atene                                                                       | Grecia                                                                      | 0 – 1                                                                       | Germania Est                                                                | Amichevole                                                                  | -                                                                           | 74’                                                                         |
| 14-4-1982                                                                   | Lipsia                                                                      | Germania Est                                                                | 1 – 0                                                                       | Italia                                                                      | Amichevole                                                                  | -                                                                           | 65’                                                                         |
| 5-5-1982                                                                    | Mosca                                                                       | Unione Sovietica                                                            | 1 – 0                                                                       | Germania Est                                                                | Amichevole                                                                  | -                                                                           |                                                                             |
| 19-5-1982                                                                   | Halmstad                                                                    | Svezia                                                                      | 2 – 2                                                                       | Germania Est                                                                | Amichevole                                                                  | -                                                                           | 82’                                                                         |
| 8-9-1982                                                                    | Reykjavík                                                                   | Islanda                                                                     | 0 – 1                                                                       | Germania Est                                                                | Amichevole                                                                  | 1                                                                           |                                                                             |
| 22-9-1982                                                                   | Burgas                                                                      | Bulgaria                                                                    | 2 – 2                                                                       | Germania Est                                                                | Amichevole                                                                  | -                                                                           |                                                                             |
| 13-10-1982                                                                  | Glasgow                                                                     | Scozia                                                                      | 2 – 0                                                                       | Germania Est                                                                | Qual. Euro 1984                                                             | -                                                                           |                                                                             |
| 10-2-1983                                                                   | Tunisi                                                                      | Tunisia                                                                     | 0 – 2                                                                       | Germania Est                                                                | Amichevole                                                                  | 1                                                                           |                                                                             |
| 23-2-1983                                                                   | Dresda                                                                      | Germania Est                                                                | 2 – 1                                                                       | Grecia                                                                      | Amichevole                                                                  | 1                                                                           |                                                                             |
| 16-3-1983                                                                   | Magdeburgo                                                                  | Germania Est                                                                | 3 – 1                                                                       | Finlandia                                                                   | Amichevole                                                                  | 1                                                                           |                                                                             |
| 30-3-1983                                                                   | Lipsia                                                                      | Germania Est                                                                | 1 – 2                                                                       | Belgio                                                                      | Qual. Euro 1984                                                             | 1                                                                           |                                                                             |
| 13-4-1983                                                                   | Gera                                                                        | Germania Est                                                                | 3 – 0                                                                       | Bulgaria                                                                    | Amichevole                                                                  | 1                                                                           | cap.                                                                        |
| 27-4-1983                                                                   | Bruxelles                                                                   | Belgio                                                                      | 2 – 1                                                                       | Germania Est                                                                | Qual. Euro 1984                                                             | 1                                                                           |                                                                             |
| 14-5-1983                                                                   | Berna                                                                       | Svizzera                                                                    | 0 – 0                                                                       | Germania Est                                                                | Qual. Euro 1984                                                             | -                                                                           |                                                                             |
| 26-7-1983                                                                   | Lipsia                                                                      | Germania Est                                                                | 1 – 3                                                                       | Unione Sovietica                                                            | Amichevole                                                                  | 1                                                                           | 78’                                                                         |
| 12-10-1983                                                                  | Berlino Est                                                                 | Germania Est                                                                | 3 – 0                                                                       | Svizzera                                                                    | Qual. Euro 1984                                                             | 1                                                                           |                                                                             |
| 16-11-1983                                                                  | Halle                                                                       | Germania Est                                                                | 2 – 1                                                                       | Scozia                                                                      | Qual. Euro 1984                                                             | 1                                                                           | cap.                                                                        |
| 28-3-1984                                                                   | Erfurt                                                                      | Germania Est                                                                | 2 – 1                                                                       | Cecoslovacchia                                                              | Amichevole                                                                  | -                                                                           | cap.                                                                        |
| 11-8-1984                                                                   | Berlino Est                                                                 | Germania Est                                                                | 1 – 1                                                                       | Messico                                                                     | Amichevole                                                                  | -                                                                           | 46’                                                                         |
| 29-8-1984                                                                   | Gera                                                                        | Germania Est                                                                | 2 – 1                                                                       | Romania                                                                     | Amichevole                                                                  | -                                                                           | 54’                                                                         |
| 12-9-1984                                                                   | Londra                                                                      | Inghilterra                                                                 | 1 – 0                                                                       | Germania Est                                                                | Amichevole                                                                  | -                                                                           | 76’                                                                         |
| 10-10-1984                                                                  | Aue                                                                         | Germania Est                                                                | 5 – 2                                                                       | Algeria                                                                     | Amichevole                                                                  | 1                                                                           | 72’                                                                         |
| 20-10-1984                                                                  | Lipsia                                                                      | Germania Est                                                                | 2 – 3                                                                       | Jugoslavia                                                                  | Qual. Mondiali 1986                                                         | -                                                                           | 69’                                                                         |
| Totale                                                                      |                                                                             | Presenze (1º posto)                                                         | 97                                                                          |                                                                             | Reti (1º posto)                                                             | 53                                                                          |                                                                             |

| Cronologia completa delle presenze e delle reti in nazionale ― Germania Est B | Cronologia completa delle presenze e delle reti in nazionale ― Germania Est B | Cronologia completa delle presenze e delle reti in nazionale ― Germania Est B | Cronologia completa delle presenze e delle reti in nazionale ― Germania Est B | Cronologia completa delle presenze e delle reti in nazionale ― Germania Est B | Cronologia completa delle presenze e delle reti in nazionale ― Germania Est B | Cronologia completa delle presenze e delle reti in nazionale ― Germania Est B | Cronologia completa delle presenze e delle reti in nazionale ― Germania Est B |
| Data                                                                          | Città                                                                         | In casa                                                                       | Risultato                                                                     | Ospiti                                                                        | Competizione                                                                  | Reti                                                                          | Note                                                                          |
| ----------------------------------------------------------------------------- | ----------------------------------------------------------------------------- | ----------------------------------------------------------------------------- | ----------------------------------------------------------------------------- | ----------------------------------------------------------------------------- | ----------------------------------------------------------------------------- | ----------------------------------------------------------------------------- | ----------------------------------------------------------------------------- |
| 19-5-1976                                                                     | Zittau                                                                        | Germania Est B                                                                | 3 – 1                                                                         | Cuba                                                                          | Amichevole                                                                    | 1                                                                             |                                                                               |
| Totale                                                                        |                                                                               | Presenze                                                                      | 1                                                                             |                                                                               | Reti                                                                          | 1                                                                             |                                                                               |

| Cronologia completa delle presenze e delle reti in nazionale ― Germania Est olimpica | Cronologia completa delle presenze e delle reti in nazionale ― Germania Est olimpica | Cronologia completa delle presenze e delle reti in nazionale ― Germania Est olimpica | Cronologia completa delle presenze e delle reti in nazionale ― Germania Est olimpica | Cronologia completa delle presenze e delle reti in nazionale ― Germania Est olimpica | Cronologia completa delle presenze e delle reti in nazionale ― Germania Est olimpica | Cronologia completa delle presenze e delle reti in nazionale ― Germania Est olimpica | Cronologia completa delle presenze e delle reti in nazionale ― Germania Est olimpica |
| Data                                                                                 | Città                                                                                | In casa                                                                              | Risultato                                                                            | Ospiti                                                                               | Competizione                                                                         | Reti                                                                                 | Note                                                                                 |
| ------------------------------------------------------------------------------------ | ------------------------------------------------------------------------------------ | ------------------------------------------------------------------------------------ | ------------------------------------------------------------------------------------ | ------------------------------------------------------------------------------------ | ------------------------------------------------------------------------------------ | ------------------------------------------------------------------------------------ | ------------------------------------------------------------------------------------ |
| 17-11-1971                                                                           | Rostock                                                                              | Germania Est olimpica                                                                | 2 – 0                                                                                | Jugoslavia olimpica                                                                  | Qual. Olimpiadi 1972                                                                 | 1                                                                                    |                                                                                      |
| 28-8-1972                                                                            | Monaco di Baviera                                                                    | Germania Est olimpica                                                                | 4 – 0                                                                                | Ghana olimpica                                                                       | Olimpiadi 1972 - 1º turno                                                            | 1                                                                                    | 75’                                                                                  |
| 1-9-1972                                                                             | Norimberga                                                                           | Polonia olimpica                                                                     | 2 – 1                                                                                | Germania Est olimpica                                                                | Olimpiadi 1972 - 1º turno                                                            | 1                                                                                    |                                                                                      |
| 3-9-1972                                                                             | Passavia                                                                             | Ungheria olimpica                                                                    | 2 – 0                                                                                | Germania Est olimpica                                                                | Olimpiadi 1972 - 2º turno                                                            | -                                                                                    |                                                                                      |
| 10-9-1972                                                                            | Monaco di Baviera                                                                    | Unione Sovietica olimpica                                                            | 2 – 2 dts                                                                            | Germania Est olimpica                                                                | Olimpiadi 1972 - Finale 3º posto                                                     | -                                                                                    | Bronzo                                                                               |
| 2-4-1975                                                                             | Atene                                                                                | Grecia olimpica                                                                      | 0 – 1                                                                                | Germania Est olimpica                                                                | Qual. Olimpiadi 1976                                                                 | -                                                                                    | 73’                                                                                  |
| 23-4-1975                                                                            | Erfurt                                                                               | Germania Est olimpica                                                                | 4 – 0                                                                                | Grecia olimpica                                                                      | Qual. Olimpiadi 1976                                                                 | -                                                                                    |                                                                                      |
| 29-10-1975                                                                           | Erfurt                                                                               | Germania Est olimpica                                                                | 1 – 0                                                                                | Austria olimpica                                                                     | Qual. Olimpiadi 1976                                                                 | 1                                                                                    |                                                                                      |
| Totale                                                                               |                                                                                      | Presenze                                                                             | 8                                                                                    |                                                                                      | Reti                                                                                 | 4                                                                                    |                                                                                      |

#### Partite non ufficiali
| Cronologia completa delle presenze e delle reti in nazionale ― Germania Est | Cronologia completa delle presenze e delle reti in nazionale ― Germania Est | Cronologia completa delle presenze e delle reti in nazionale ― Germania Est | Cronologia completa delle presenze e delle reti in nazionale ― Germania Est | Cronologia completa delle presenze e delle reti in nazionale ― Germania Est | Cronologia completa delle presenze e delle reti in nazionale ― Germania Est | Cronologia completa delle presenze e delle reti in nazionale ― Germania Est | Cronologia completa delle presenze e delle reti in nazionale ― Germania Est |
| Data                                                                        | Città                                                                       | In casa                                                                     | Risultato                                                                   | Ospiti                                                                      | Competizione                                                                | Reti                                                                        | Note                                                                        |
| --------------------------------------------------------------------------- | --------------------------------------------------------------------------- | --------------------------------------------------------------------------- | --------------------------------------------------------------------------- | --------------------------------------------------------------------------- | --------------------------------------------------------------------------- | --------------------------------------------------------------------------- | --------------------------------------------------------------------------- |
| 3-9-1975                                                                    | Mosca                                                                       | Unione Sovietica olimpica                                                   | 0 – 0                                                                       | Germania Est                                                                | Amichevole                                                                  | -                                                                           | [ 5 ]                                                                       |
| 11-3-1981                                                                   | Brăila                                                                      | Romania                                                                     | 2 – 1                                                                       | Germania Est                                                                | Amichevole                                                                  | -                                                                           | 45’                                                                         |
| 6-2-1983                                                                    | Sfax                                                                        | Tunisia                                                                     | 1 – 0                                                                       | Germania Est                                                                | Amichevole                                                                  | -                                                                           | 25’                                                                         |
| Totale                                                                      |                                                                             | Presenze                                                                    | 3                                                                           |                                                                             | Reti                                                                        | 0                                                                           |                                                                             |

## Palmarès

### Giocatore

#### Club
- FDGB Pokal: 3

Magdeburgo: 1977-1978, 1978-1979, 1982-1983

#### Nazionale
- Bronzo olimpico: 1

Monaco di Baviera 1972

#### Individuale
- Calciatore tedesco-orientale dell'anno: 2

1979, 1983